# Diplocoelus exiguus
Diplocoelus exiguus is een keversoort uit de familie houtskoolzwamkevers (Biphyllidae). De wetenschappelijke naam van de soort werd in 1891 gepubliceerd door Thomas Blackburn.